# Triplofusus
Triplofusus là một chi ốc biển, là động vật thân mềm chân bụng sống ở biển trong họ Fasciolariidae.

## Các loài
Các loài trong chi Triplofusus gồm có:
- Triplofusus giganteus (Kiener, 1840)[2]
- Triplofusus papillosa (G.B. Sowerby I, 1825)[3]